# Grube Sicilia
Das Grube Sicilia war ein Bergwerk bei Waldgirmes (Gemeinde Lahnau) im Lahn-Dill-Kreis. Das Grubenfeld lag zwischen Waldgirmes und Bieber im Bereich des Schwarzbachtals.

## Geschichte
Das 393.340 Quadradlachter (ca. 822.080 m²) große Grubenfeld wurde am 24. Mai 1870 an Carl Kinzenbach aus Wetzlar auf Schwefel verliehen.
Ein Abbau oder bauliche Tätigkeiten sind nicht bekannt. Die geringen Vorkommen an Schwefel ließen keinen wirtschaftlichen Abbau zu.